# Merlucide
Merlucidele sau  merluciidele, merlucciidele (Merlucciidae) (din latină mer, mare, maris = de mare, marin + lucius = știucă, adică știucă de mare) este o familie de pești marini care trăiesc în apele temperate și subtropicale din Oceanul Pacific și Oceanul Atlantic la marginea platoului continental și pe taluzul superior. Spre deosebire de peștii din familia gadide au numai două înotătoare dorsale și  nu au o mustăcioară pe fața ventrală a fălcii inferioare. Familia include 5 genuri și 24 specii, în Marea Neagră trăiește o singură specie: Merluccius merluccius (merluciul european).

## Particularitățile morfologice
Spre deosebire de peștii din familia gadide, merlucidele au numai două înotătoare dorsale, prima radie completă a înotătoarei dorsale este flexibilă și elastică, iar înotătoarele ventrale au întotdeauna 7-9 radii, nu au o mustăcioară pe fața ventrală a fălcii inferioare; lobii olfactivi ai creierului sunt situați la jumătatea distanței dintre creierul anterior (prozencefal) și capsulele nazale, oasele frontale sunt perechi, vomerul are dinți.

## Morfologia și anatomia
Merlucidele sunt pești de dimensiuni medii (până la 140 cm lungime) cu corpul zvelt, alungit, rotunjit anterior, comprimat lateral posterior. 
Au capul mare sau de dimensiuni medii, puțin turtit în partea superioară la majoritatea speciilor; lungimea sa se cuprinde de 3,5-4,5 ori în lungime totală. Pe partea superioară a capului se află o creasta mare în formă de V. Ochii sunt mari, diametrul lor reprezintă 1/2-1/5 din lungimea capului. Spre deosebire de gadide,  merlucidele nu au o mustăcioară mentonieră pe bărbie (adică pe fața ventrală a fălcii inferioare).
Gura merlucidelor este mare, terminală. Fălcile sunt mari și ocupă aproape jumătate din lungimea capului, falca inferioară proeminează ușor înaintea celei superioare la cele mai multe specii, capătul posterior al fălcii superioare ajunge sub mijlocul ochilor. Gura este prevăzută la cele mai multe specii cu dinți mari conici, ascuțiți și lungi pe fălci, care seamănă cu gura știucii; dinții de falca superioară sunt dispuși pe două rânduri neregulate sau într-un singur rând. Au dinți și pe capul vomerului, dar nu și pe palatine.
Merlucidele au  două înotătoare dorsale, cu excepția genului Lyconodes cu o singură înotătoare dorsală; prima înotătoare dorsală cu 8-13 radii are baza scurtă și triunghiulară, a doua înotătoare dorsală cu 34-46 radii are baza lungă și crestată aproape de mijlocul său; primele radii principale din înotătoarea dorsală sunt spinoase la cele mai multe specii. Înotătoarea anală unică cu 35-46 radii este divizată în două părți de o crestătură; ea este similară în lungime și formă cu cea de a doua înotătoare dorsală. Înotătoarea caudală este trunchiată, slab bifurcată sau conică. Înotătoarea caudală la genul Merluccius nu fuzionează cu cea dorsală și anală; la celelalte genuri (Macruronus, Steindachneria, Lyconus, Lyconodes) ai familiei înotătoarea caudală este alungită în formă de bici și se contopește cu cea dorsală și anală. Înotătoarele pectorale sunt destul de lungi și se prelungesc dincolo de anus. Înotătoarele ventrale cu 7-10 radii sunt normal dezvoltate la majoritatea speciilor,  ele se inseră înaintea înotătoarelor pectorale. Anusul este situat aproape de originea înotătoarei anale la majoritatea speciilor.
Merlucidele au solzi mici, cicloizi. Ele au 7 raze branhiostege și 48-58 vertebre. Cecurile pilorice absente. Oasele frontale sunt separate, cu creste care diverg din creasta occipitală și delimitează o depresiune triunghiulară mare. Spinul neural al primei vertebre ferm atașat la osul supraoccipital al craniului.

## Coloritul
Coloritul este de obicei argintiu, atunci când sunt vii, cenușiu oțelit pe spate, mai deschis pe flancuri, alb-argintiu pe abdomen.
Merluccius este de obicei cenușiu-purpuriu sau gri-fer pe spate, alb-argintiu pe flancuri și abdomen; Macruronus este albastru-deschis pe spate, alb-argintiu pe abdomen, înotătoarele sunt negricioase; Steindachneria are partea dorsală cafeniu-deschisă, abdomenul purpuriu.

## Răspândire geografică și habitatul
Merlucidele sunt pești marini, care trăiesc în apele temperate și subtropicale din Oceanul Atlantic, estul Oceanului Pacific, Tasmania și Noua Zeelandă. În Marea Neagră trăiește o singură specie Merluccius merluccius (merluciul european).
Sunt pești bentopelagici semiabisali și abisali care trăiesc la marginea platoului continental și pe partea superioară a taluzului continental, se găsesc de la apele puțin adânci de lângă țărm până la mai mult de 1000 m adâncime, cele mai multe specii, dacă nu toate, întreprind deplasări pe verticală, pe timp de noapte pentru a se hrăni; a fost observate de asemenea migrații sezoniere spre țărm și invers.
Cele 17 specii de Merluccius sunt răspândite pe ambele litorale ale Oceanului Atlantic, în estul Oceanului Pacific și lângă sudul Noii Zeelande. Acești pești trăiesc pe platoul continental și pe taluzul superior, dar unele pătrund în estuare și / sau în apele foarte adânci la peste 1000 m adâncime.
Cele patru specii de Macruronus sunt răspândite în apele subantarctice, inclusiv în sudul Americii de Sud, Africa de Sud, sudul Australiei și Noua Zeelandă. Ele trăiesc în bancuri mari pe platoul continental.
Genul Lyconus constă din 3 specii din Oceanul Atlantic (unde are aparent o distribuție antitropicală) și din sud-vestul Oceanului Pacific. Genul Steindachneria este reprezentat de o singură specie din apele adânci din Golful Mexic și Caraibe.

## Hrana
Toate speciile de Merluccius sunt răpitoare vorace, dar preferințele lor alimentare se schimbă în timpul creșterii, puietul se hrănește în principal cu nevertebrate (crustacee, în special cu Euphausiaceae și Pandalidae), iar adulții se hrănesc predominant cu pești și cefalopode.

## Reproducerea
Speciile de Merluccius depun icrele primăvara, vara și toamna. Icrele sunt pelagice, puietul se dezvolta rapid, femeile trăiesc mai mult și devin mai mari decât masculii. Biologia celorlalte genuri este slab cunoscută în prezent.

## Importanța economică
Speciile din apele temperate sunt, în general, mai mari decât speciile de apă caldă și au o importanță comercială mare, dar aproape toate speciile de merlucidele au o anumită importanță comercială.
Merlucidele au carne albă, sub formă de fulgi, și săracă în grăsimi și sunt comercializate în stare proaspătă, congelată, refrigerată sub formă de file, uscate, sărate, în saramură, conservate,  afumate și ca făină de pește
Pescuitul comercial al merlucciidelor s-a dezvoltat recent (merlucciidele au fost considerate a fi pești fără valoare economică în trecut); unsprezece specii de Merluccius și două specii de Macruronus sunt acum pescuite comercial. Cantitățile pescuite anual la nivel mondial de merlucciide s-a ridicat la 1 977 837 t în 1987, ceea ce face ca merlucciidele să fie cea de a doua familie de importantă economică a ordinului gadiforme. Aproximativ 30% din cantitățile pescuite în 1987 de merlucciide au fost prinse în sud-vestul Oceanului Atlantic și 23% în partea central-estică a Oceanului Atlantic. Celelalte zone în care au fost pescuite economic sunt, în ordinea descrescătoare a importanței: nord-estul Pacificului, sud-estul Pacificului, sud-vestul Pacificului, nord-vestul Atlanticului, nord-estul Atlanticului, Marea Mediterană și Marea Neagră, sud-estul Atlanticului, partea vest-centrală a Atlanticului și partea est-centrală a Pacificului.
Cele mai importante specii prinse au fost: Merluccius hubbsi (22,9% din cantitățile pescuite mondial), Merluccius capensis și Merluccius paradoxus (ambele 22,4%), urmate de Merluccius productus, Macruronus novaezelandiae, Macruronus magellanicus, Merluccius merluccius, Merluccius polylepis, Merluccius bilinearis, Merluccius gayi, Merluccius senegalensis, Merluccius australis și Merluccius polli.
Merlucidele sunt pescuite în principal cu traule cu panouri, dar sunt de asemenea folosite capcane și vârșe.

## Sistematica

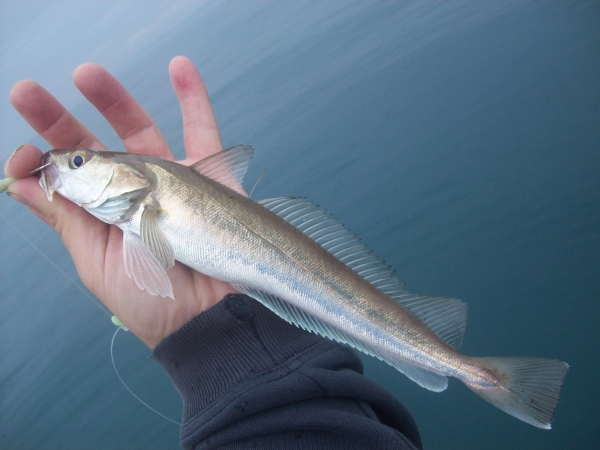
Merluciu (Merluccius merluccius)

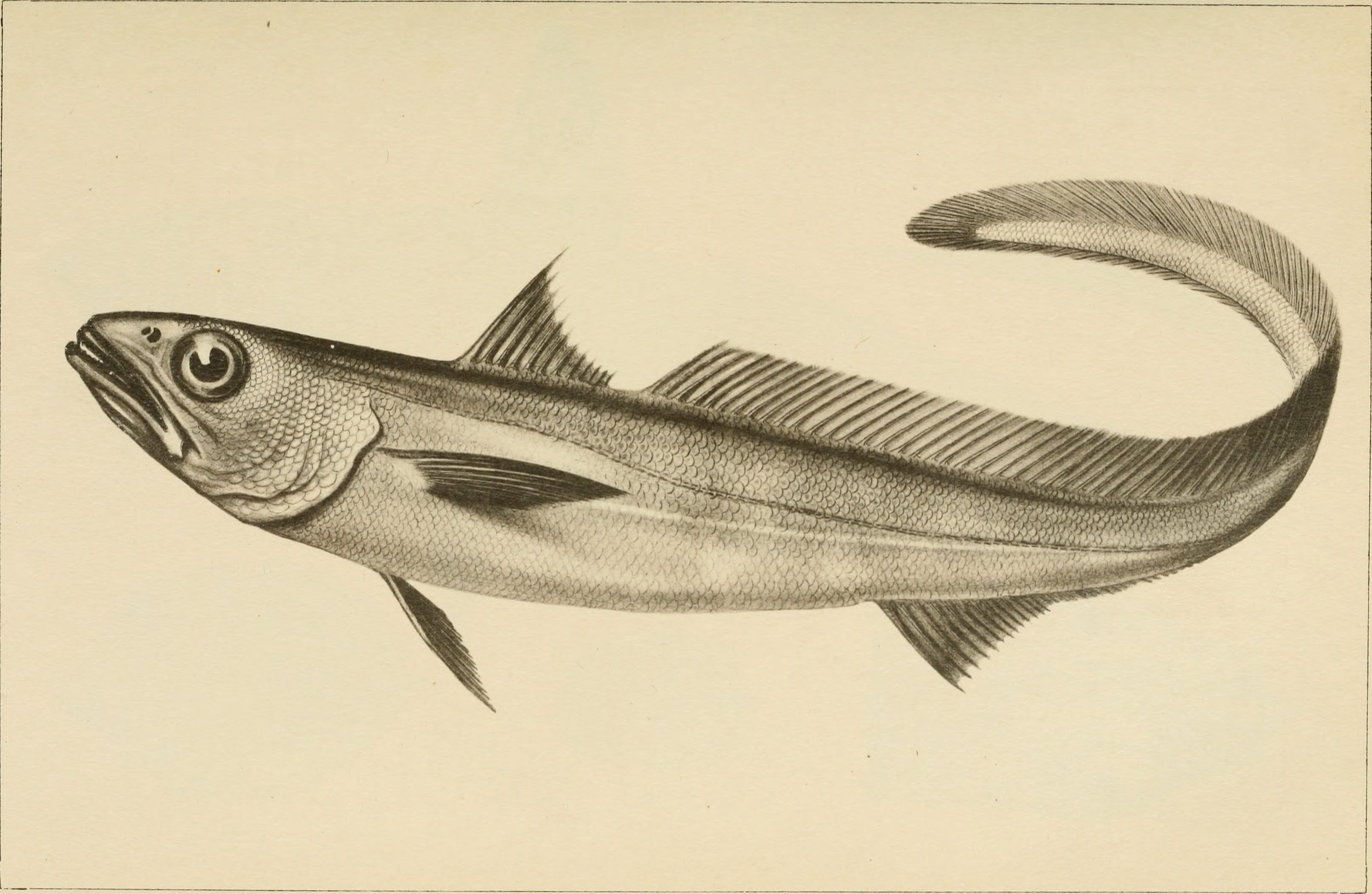
Macruronus magellanicus

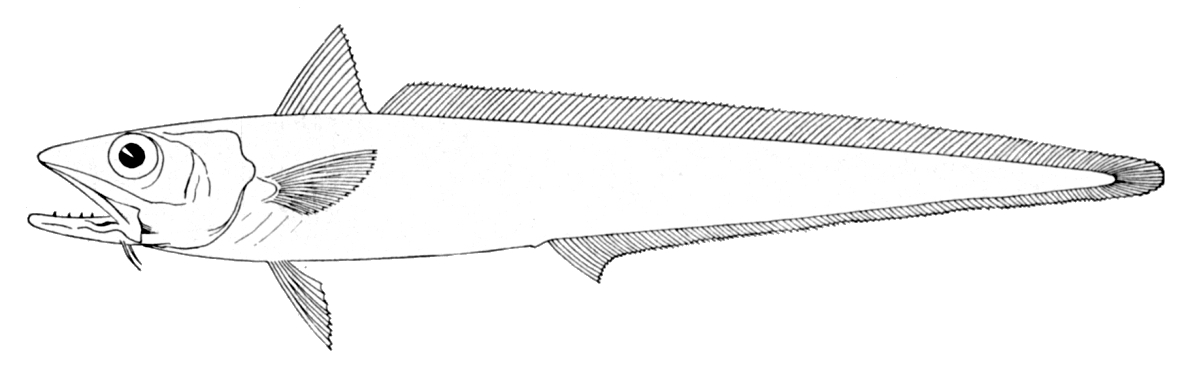
Macruronus novaezelandiae

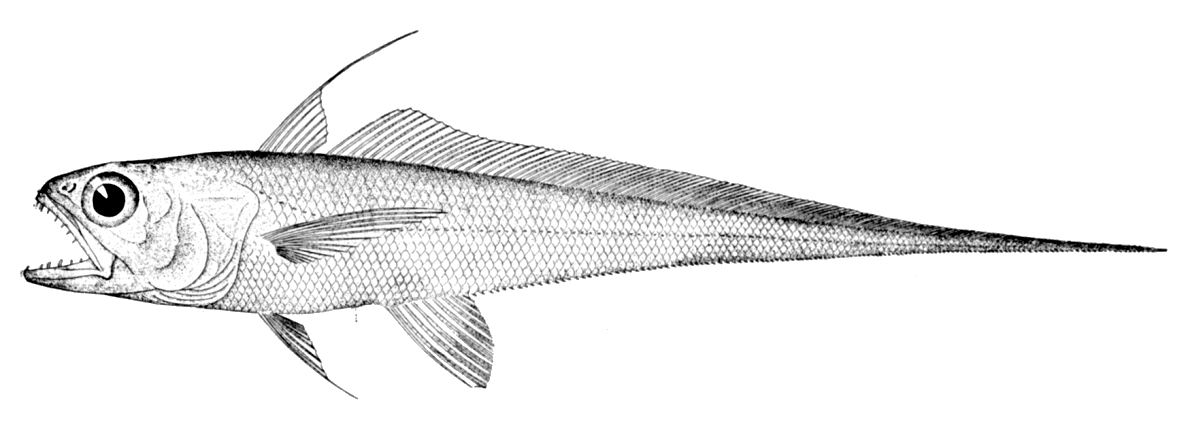
Steindachneria argentea

În clasificările mai vechi merlucidele erau incluse ca o subfamilie în familia gadide. Familia Merlucciidae include 2 subfamilii, 5 genuri și 24 specii actuale.

Joseph S. Nelson în cartea sa "Fishes of the World. Fifth Edition. 2016" descrie 3 familii de merlucide: familia Macruronidae (3 genuri Lyconus, Macruronus, și Lyconodes), familia Merlucciidae (un gen, Merluccius) și familia Steindachneriidae (un gen, Steindachneria).
- Subfamilia Merlucciinae.

Genul Merluccius
Merluccius merluccius (Linnaeus, 1758)
Merluccius bilinearis (Mitchill, 1814)
Merluccius albidus (Mitchill, 1818)
Merluccius gayi gayi (Guichenot, 1848)
Merluccius gayi (Guichenot, 1848)
Merluccius productus (Ayres, 1855)
Merluccius capensis Castelnau, 1861
Merluccius australis (Hutton, 1872)
Merluccius angustimanus Garman, 1899
Merluccius hubbsi Marini, 1933
Merluccius polli Cadenat, 1950
Merluccius senegalensis Cadenat, 1950
Merluccius gayi peruanus Ginsburg, 1954
Merluccius paradoxus Franca, 1960
Merluccius hernandezi Mathews, 1985
Merluccius patagonicus Lloris & Matallanas, 2003
Merluccius tasmanicus Matallanas & Lloris, 2006
Genul Macruronus
Macruronus novaezelandiae (Hector, 1871)
Macruronus magellanicus Lönnberg, 1907
Macruronus capensis Davies, 1950
Macruronus maderensis Maul, 1951
Genul Lyconus
Lyconus pinnatus Günther, 1887
Lyconus brachycolus Holt & Byrne, 1906
Genul Lyconodes
Lyconodes argenteus Gilchrist, 1922
- Subfamilia Steindachneriinae

Genul Steindachneria
Steindachneria argentea Goode & Bean, 1896

## Fosilele
Fosilele sunt cunoscute din Eocen, † Rhinocephalus din Marea Britanie, și din oligocen, †Merluccius errans din Caucaz.